# Limba turcă
Limba turcă (Türkçeⓘ) este cea mai vorbită limbă turcică, cu 10–15 milioane de vorbitori nativi în sud-estul Europei (majoritatea în Tracia Răsăriteană) și 60–65 de milioane de vorbitori nativi în Asia de Vest (majoritatea în Anatolia). Turca este limbă oficială în Turcia, Ciprul de Nord și Cipru, iar comunități vorbitoare de turcă există și în Germania, Bulgaria, Macedonia, Grecia și alte părți ale Europei și Asiei Centrale. Turca este membră a ramurii oguze a familiei limbilor turcice. Este înrudită cu azera, turkmena, qashqai, găgăuza și turca găgăuză balcanică, între aceste limbi existând o inteligibilitate reciprocă. 
Limba mamă a turcii moderne, oguza, a fost adusă în Anatolia din Asia Centrală în secolul al XI-lea de turcii selgiuci. Aceasta s-a dezvoltat în turcă osmană și cuprindea multe împrumuturi de origine arabă și persană. Până în 1928, turca a fost scrisă într-o versiune a alfabetului arab. În 1928, ca parte a eforturilor sale de modernizare a Turciei, Mustafa Kemal Atatürk a emis un decret care înlocuia alfabetul arab cu o versiune a alfabetului latin, folosită și astăzi. Scopul reformei lingvistice a lui Atatürk era să creeze o legătură mai strânsă între scriere și vorbire.
Trăsăturile distinctive ale limbii turce sunt armonia vocalică și aglutinarea. În turcă, ordinea cuvintelor în propoziție este subiect–obiect–verb. Turca nu are gen gramatical. De asemenea, nu există niciun articol hotărât, dar numeralul bir (unu) poate fi luat ca articol nehotărât.

## Clasificare
Aproximativ 40% din toți vorbitorii de limbi turcice sunt vorbitori nativi turci. Trăsăturile caracteristice ale limbii turce, cum ar fi armonia vocalică, aglutinarea și absența genului gramatical, sunt universale în familia turcică. Aceasta cuprinde în jur de 30 de limbi vii vorbite în Europa de Est, Asia Centrală și Siberia.
Turca este o limbă oguză, un subgrup al familiei limbilor turcice. Turca este inteligibilă cu alte limbi din acest subgrup, printre care azeră, turkmenă, qashqai și găgăuză.

## Distribuție geografică
Turca este vorbită în mod nativ de poporul turc din Turcia și de diaspora turcă în alte aproape 30 de țări. Limba turcă este inteligibilă cu azera și alte limbi turcice. Minorități vorbitoare de turcă există în țări care anterior aparțineau Imperiului Otoman, cum ar fi Irak, Bulgaria (4,58% din populație), Cipru (2,02% din populație), Grecia (îndeosebi Tracia), Macedonia, România (îndeosebi Dobrogea) și Serbia. Aproximativ 1,4 milioane de turci locuiesc în Germania, dar există comunități vorbitoare de turcă și în Statele Unite, Franța, Olanda, Austria, Belgia, Elveția și Marea Britanie. Datorită asimilării culturale a imigranților turci în țările gazdă, nu toți imigranții etnici turci vorbesc limba cu fluență nativă.
În 2006, 84,54% din populația Turciei avea ca limbă maternă turca.

### Statut oficial
Turca este singura limbă oficială a Turciei și una din cele două limbi oficiale ale Ciprului (alături de greacă). Turca are statut oficial în 38 de localități din Kosovo și două localități din Macedonia (Centar Župa și Plasnica). În România, limba turcă este limbă majoritară în comuna Dobromir din județul Constanța. În câteva școli din Dobrogea, turca este studiată ca limbă facultativă, îndeosebi de către elevii de etnie turcă și tătară.
În Turcia, organul de reglementare pentru turcă este Asociația Limbii Turce (Türk Dil Kurumu, abreviat TDK), fondată în 1932 sub numele Türk Dili Tetkik Cemiyeti (Societatea pentru Cercetare în Limba Turcă). Asociația Limbii Turce a fost influențată de ideologia purismului lingvistic. Astfel, una din sarcinile sale principale a fost înlocuirea împrumuturilor de origine arabă și persană cu echivalente turcești sau turcice. Ca urmare, numeroase cuvinte turcești de origine străină au fost interzise în presă și în cărți, noi cuvinte fiind introduse de asociație pentru a le înlocui pe acestea. Unele dintre ele au fost derivate din cuvinte turcești deja existente prin reguli morfologice turce, în timp ce altele au fost simple reactualizări ale cuvintelor din turca veche care nu au mai fost folosite de secole. Aceste schimbări, împreună cu adoptarea noului alfabet turc în 1928, au modelat limba turcă vorbită astăzi. TDK a devenit organ independent în 1951, prin eliminarea cerinței ca acesta să fie prezidat de ministrul Educației. Acest statut a continuat până în august 1983, când a fost din nou transformat în organ guvernamental prin Constituția din 1982 care a urmat loviturii militare de stat din 1980.

### Dialecte

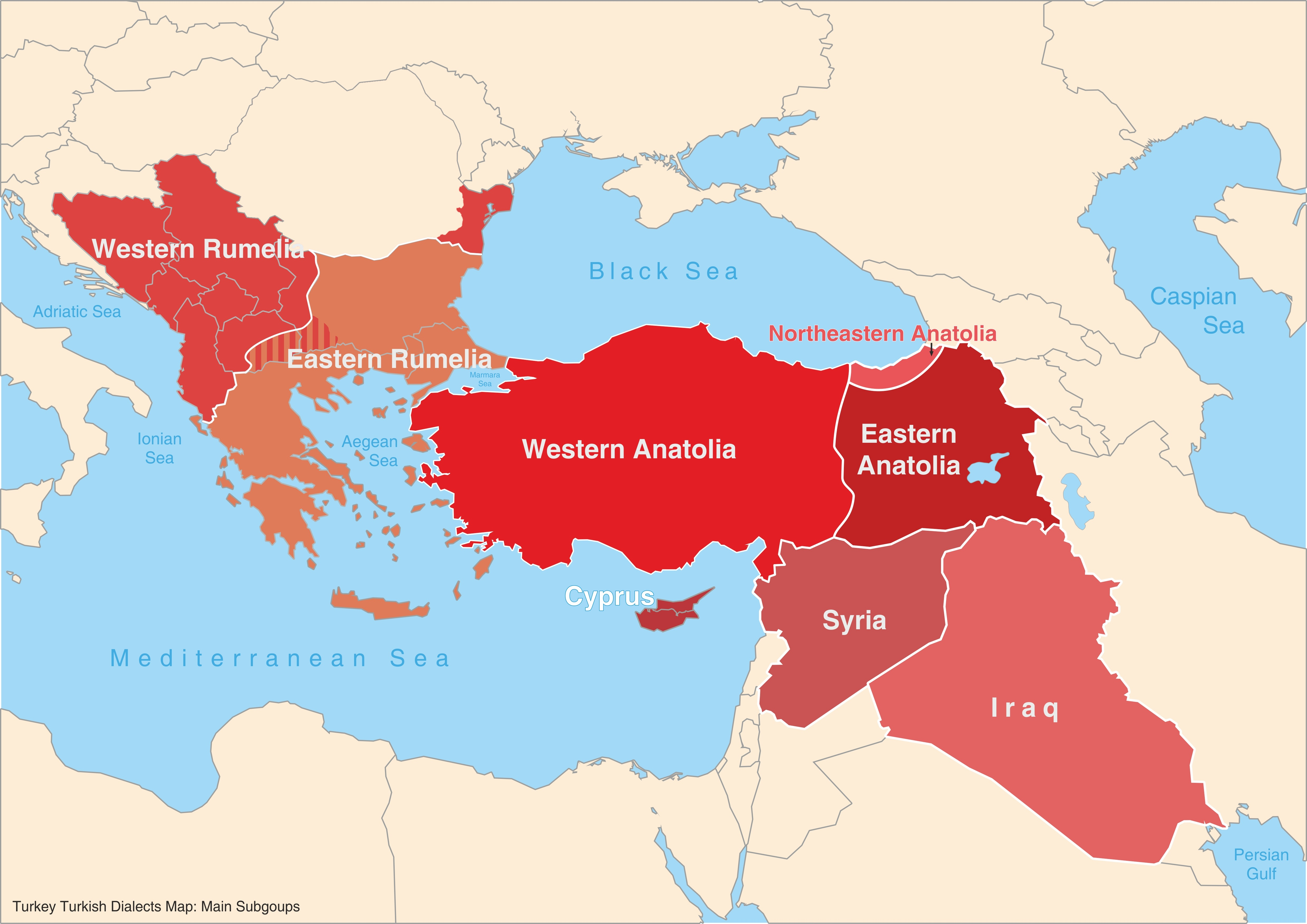
Harta principalelor subgrupuri ale dialectelor limbii turce

Turca modernă standard se bazează pe dialectul din Istanbul. İstanbul Türkçesi constituie modelul pentru turca scrisă și vorbită, așa cum recomandă Ziya Gökalp, Ömer Seyfettin și alții.
Variațiile dialectale persistă, în ciuda influenței limbii standard folosită în mass-media și în sistemul de educație turc încă din anii 1930. În plan academic, cercetătorii turci se referă la dialectele turcești fie ca ağız, fie ca șive, ducând la o ambiguitate cu conceptul lingvistic de accent, de vreme ce acesta este acoperit de cei doi termeni. Proiecte care studiază dialectele turcești sunt derulate de mai multe universități, precum și de un grup de lucru al Asociației Limbii Turce. În prezent se lucrează la elaborarea și publicarea unui atlas cuprinzător al dialectelor limbii turce.
Rumelice este vorbit de imigranții din Rumelia și include dialectele distincte ale regiunilor Ludogorie, Dinler și Adakale, care sunt influențate de așa-zisul sprachbund balcanic. Kıbrıs Türkçesi este numele pentru turca vorbită de turcii ciprioți. Edirne este dialectul vorbit în regiunea Edirne. Ege este vorbit în regiunea cuprinsă între Marea Egee și Antalya. Iurucii nomazi din regiunea mediteraneană a Turciei au, de asemenea, propriul dialect. Acest grup nu trebuie confundat cu nomazii iuruci din Macedonia, Grecia și Turcia europeană, care vorbesc turca găgăuză balcanică. Güneydoğu este vorbit în sud-estul țării, la est de Mersin. Doğu, un dialect al regiunii Anatolia de Est, are un continuum dialectal. Mesheții care trăiesc în Kazahstan, Azerbaidjan, Rusia și alte câteva țări din Asia Centrală, vorbesc, de asemenea, un dialect est-anatolian, provenind din regiunile Kars, Ardahan și Artvin și având similarități cu azera, limba statului Azerbaidjan. Regiunea Anatolia Centrală vorbește Orta Anadolu. Karadeniz, vorbit în estul regiunii Mării Negre și reprezentat în principal de dialectul din Trabzon, prezintă influențe de substrat din greacă în fonologie și sintaxă; este cunoscut și ca dialectul Laz (a nu se confunda cu limba laz). Kastamonu este vorbit în Kastamonu și în regiunile învecinate. Karamanlı Türkçesi este vorbit în Grecia, unde este numit Karamanlidika (Καραμανλήδικα). Este limba standard pentru karamanliți.

### Influențe asupra limbii române
Cuvintele turcești reprezintă 0,73% din cuvintele din limba română. Căile de pătrundere a cuvintelor turco-osmane au fost diferite: împrumuturi oficiale/culte, împrumuturi populare, respectiv împrumuturi datorate bilingvismului româno-otoman.
Repartizarea teritorială zonală a împrumuturilor turco-osmane a fost următoarea: în Dobrogea, teritoriu otoman între 1420–1877, au fost preluate între 190–340 de cuvinte turcești; în Banat, teritoriu otoman între 1552–1718, au fost preluate aproximativ 25 de cuvinte turcești; în Transilvania, principat autonom sub protecție otomană între 1541–1688, nu au fost preluați termeni direct din turco-osmană, ci au fost înregistrate doar etimoane propagate din turco-osmana utilizată la sud și la est de Carpați; în Muntenia, Oltenia și Moldova, provincii tributare protejate de otomani în secolele XV–XIX, au fost preluate peste 2.500 de împrumuturi turco-osmane, cu o intensitate diversă, pe scara valorică, a influenței lexicale otomane.
Exemple de cuvinte împrumutate din limba turcă includ:
| Română   | Turcă    |
| -------- | -------- |
| bacșiș   | bahșiș   |
| bursuc   | porsuk   |
| cafea    | kahve    |
| cașcaval | kașkaval |
| chioșc   | köșk     |

| Română   | Turcă   |
| -------- | ------- |
| ciorbă   | çorba   |
| farfurie | farfuri |
| ghiveci  | güveç   |
| iaurt    | yoğurt  |
| lalea    | lâle    |

| Română  | Turcă   |
| ------- | ------- |
| lighean | liğen   |
| maimuță | maymun  |
| musafir | misafir |
| tavan   | tavan   |
| tutun   | tütün   |

Din limba turcă provin și o serie de toponime – Caracal (kara kala), Medgidia (Mecidiye), Techirghiol (Tekirgöl, „lacul barbunului”), Teleorman (deli orman, „pădure nebună”), Tulcea (tukla, „țiglă”) și antroponime românești – Bărăgan (buragan, „furtună”), Caraiman (kara imam, „preot negru”).

## Fonologie

### Consoane
|          | Labial | Labial | Dental | Dental | Alveolar | Alveolar | Postalveolar | Postalveolar | Palatal | Palatal | Velar | Velar | Glotal | Glotal |
| -------- | ------ | ------ | ------ | ------ | -------- | -------- | ------------ | ------------ | ------- | ------- | ----- | ----- | ------ | ------ |
| Nazal    | [m]    | [m]    |        |        | [n]      | [n]      |              |              |         |         |       |       |        |        |
| Ploziv   | [p]    | [b]    | [t]    | [d]    |          |          |              |              | ([c])   | ([ɟ])   | [k]   | [ɡ]   |        |        |
| Africat  |        |        |        |        |          |          | [t͡ʃ]         | [d͡ʒ]         |         |         |       |       |        |        |
| Fricativ | [f]    | [v]    |        |        | [s]      | [z]      | [ʃ]          | [ʒ]          |         |         |       |       | [h]    | [h]    |
| Sonant   |        | [v]    |        |        | ([ɫ])    | ([ɫ])    | [l]          | [l]          | [j]     | [j]     |       |       |        |        |
| Vibrant  |        |        |        |        | [ɾ]      | [ɾ]      |              |              |         |         |       |       |        |        |

Yumușak g (g mut), ortografiată ⟨ğ⟩, este o consoană aparte în limba turcă. În pronunțarea de astăzi a dispărut, dar cu toate că alfabetul turc contemporan este fonetic, ea continuă să apară ca semn pentru a arăta că vocala care stă înaintea ei se pronunță mai prelungit. Nu apare niciodată la începutul unui cuvânt sau al unei silabe, dar succede întotdeauna o vocală.
În cuvintele turcești, sunetele [c], [ɟ] și [l] sunt în distribuție complementară cu [k], [ɡ] și [ɫ]; primul set apare adiacent la vocalele din față, iar ultimul adiacent la vocalele din spate. Totuși, distribuția acestor foneme este adesea imprevizibilă în cuvintele împrumutate și substantivele proprii. În asemenea cuvinte, [c], [ɟ] și [l] apar adesea cu vocalele din spate.

### Vocale

Vocalele limbii turce

Vocalele limbii turce sunt, în ordine alfabetică, ⟨a⟩, ⟨e⟩, ⟨ı⟩, ⟨i⟩, ⟨o⟩, ⟨ö⟩, ⟨u⟩ și ⟨ü⟩. Sistemul vocalic turc poate fi considerat unul tridimensional, în care vocalele sunt caracterizate de modul și locul de articulare, cu accent pe trei aspecte: poziția limbii în timpul articulării, rotunjime și înălțime.
Singurii diftongi din limba turcă se găsesc în cuvintele împrumutate și pot fi clasificați ca diftongi descendenți alcătuiți din sunetul /j/ și o vocală.

## Sisteme de scriere

### Alfabetul arab
| ا‬ elif          | ء hemze | ب be  | پ‬ pe   | ت‬ te    | ث‬ se   | ج cim | چ‬ çim | ح ha      |
| خ‬ hı            | د‬ dal   | ذ‬ zal | ر‬ re   | ز ze    | ژ‬ je   | س sin | ش șin | ص sat/sad |
| ض dat/dad       | ط tı    | ظ zı  | ع‬ ayın | غ‬ gayın | ف fe   | ق‬ kaf | ك‬ kef | گ gef     |
| ڭ‬ nef/sağır kef | ل lam   | م mim | ن‬ nun  | و‬ vav   | ه‬ ة he | ی ye  |       |           |

### Alfabetul latin
| A a a          | B b be | C c ce | Ç ç çe | D d de | E e e  | F f fe | G g ge |
| Ğ ğ yumușak ge | H h he | I ı ı  | İ i i  | J j je | K k ke | L l le | M m me |
| N n ne         | O o o  | Ö ö ö  | P p pe | R r re | S s se | Ș ș șe | T t te |
| U u u          | Ü ü ü  | V v ve | Y y ye | Z z ze |        |        |        |

Note
- â, î și û sunt folosite pentru a distinge cuvintele care au aceeași pronunție; pentru a indica palatalizarea consoanei precedente, ex. kar /kar/ (zăpadă), kâr /kʲar/ (profit); și pentru a indica vocalele lungi în împrumuturi, în special în cele din arabă.
- g = [gʲ] și k = [kʲ] înainte (și uneori după) de e, i, ö și ü.
- l = [ʎ] înainte (și uneori după) de e, i, ö și ü și după vocalele din spate și la finalul cuvintelor.
- h = [ħ] înainte de consoane și la finalul cuvintelor.
- literele q (qu), x (iks) și w (we) nu sunt incluse în alfabetul turc oficial, dar sunt folosite în nume străine și împrumuturi.

## Tastatura de computer pentru limba turcă

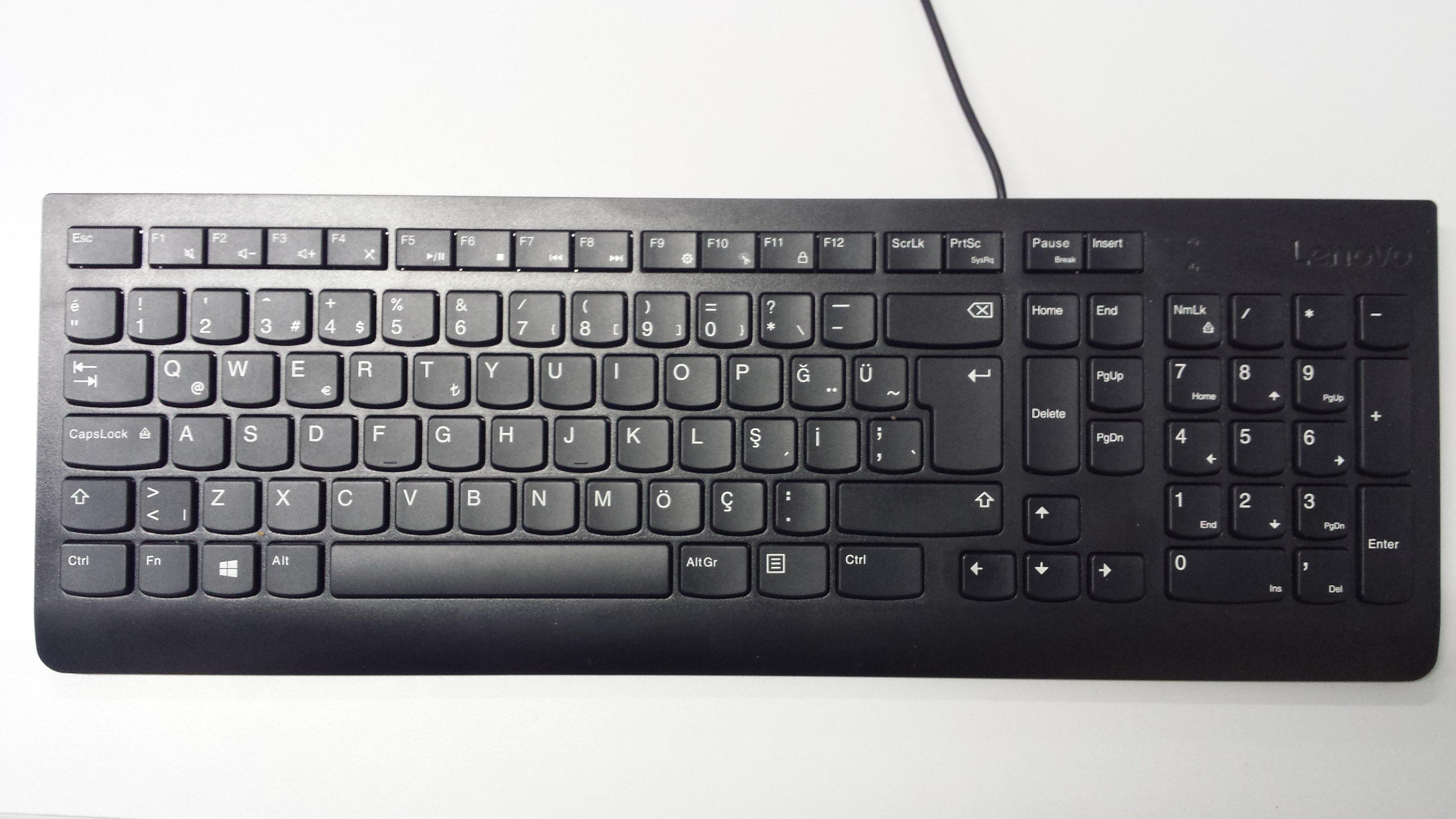
Tastatură turcească cu aranjament Turkish Q.

Pentru utilizarea în mediul digital, limba turcă folosește două aranjamente de tastatură standardizate, numite Turkish Q (QWERTY) și Turkish F. Aranjamentul Turkish Q este cel mai des întâlnit în practică.